# Garland Jeffreys (album)
Garland Jeffreys je první sólové studiové album amerického hudebníka Garlanda Jeffreyse. Vydáno bylo v roce 1973 společností Atlantic Records. Nahráno bylo v newyorském studiu Record Plant Studios. Na albu se podílela řada hudebníků, mezi něž patří například David „Fathead“ Newman, Bernard Purdie a Dr. John.

## Seznam skladeb
Autorem všech skladeb je Garland Jeffreys.
1. „Ballad of Me“
2. „Harlem Bound“
3. „Calcutta Monsoon“
4. „Bound to Get Ahead Someday“
5. „Lovelight“
6. „She Didn't Lie“
7. „True to Me“
8. „Lon Chaney“
9. „Eggs“
10. „Zoo“

## Obsazení
- Garland Jeffreys – zpěv, kytara, perkuse
- Patti Austin – zpěv
- David Bromberg – basa
- Hux Brown – kytara
- Lori Burton – zpěv
- Geoffrey Chung – kytara
- Richard Davis – basa
- Dr. John – klávesy
- Don Brooks – harmonika
- Alan Freedman – kytara
- Winston Grennan – bicí
- Paul Griffin – klávesy
- Jimmy Johnson, Jr. – bicí
- Denzel Laing – perkuse
- Ralph MacDonald – konga, perkuse
- Mike Mainieri – vibrafon, zpěv
- Adam Miller – zpěv
- David „Fathead“ Newman – tenorsaxofon
- Chris Osborne – kytara
- Larry Packer – housle, viola
- The Persuasions – zpěv
- Bernard Purdie – bicí
- Chuck Rainey – basa
- Albertine Robinson – zpěv
- John Simon – klavír
- Maretha Stewart – zpěv
- Winston Wright – klavír